# 仙岩饭店
.
仙岩饭店，即南昌起义庐山会议旧址，位于中国江西省九江市庐山牯岭东谷中五路336号，现为中国人民解放军庐山疗养院。该建筑由英国人都约翰开办，是庐山当时条件最好的建筑。在此曾发生南昌起义策划、国共第二次合作谈判、国共和平谈判等重要历史事件。
仙岩饭店（Fairy Glen Hotel）建于1910年，创办者是英国人都约翰（Liddell John Duff）。三层建筑，设施豪华，是庐山当时条件最好的建筑。
从1926年起，蒋介石多次在此举行重要会议。

## 南昌起义预备会
1927年7月15日七一五事件后，武汉国民政府分共，中共五人常委派李立三、邓中夏、谭平山、恽代英前往九江，联络当时中共所能影响和掌握的一支武装力量，即叶挺率领的第二十四师。7月19日晚上，他们和聂荣臻、叶挺等人在九江开会，讨论政局，认为应当抛弃对张发奎的依赖，独立采取军事行动。李、邓上庐山见中共领导人瞿秋白。7月20日和21日夜，共产国际代表鲍罗廷，和中国领导人瞿秋白、李立三、聂荣臻、邓中夏、林伯渠、叶挺、彭湃等9人在仙岩饭店狭小的厨房内召开了两次秘密会议，策划预备南昌起义。决定在江西南昌发动武装暴動。7月23日，贺龙率第二十军从湖北武穴开到九江，与贺龙、叶挺、叶剑英在甘棠湖租小船秘密开会，即“小划子会议”。7月25日，武汉中共中央同意瞿秋白的暴动提议，决定由周恩来、李立三、恽代英、彭湃四人领导南昌起义。7月26日，周恩来、陈赓由汉口秘密乘船来到九江，上庐山，下榻于仙岩饭店，次日下山赶往南昌。
1937年6月，和1946年8月，周恩来两度到庐山，与蒋介石会商国共合作、和谈事宜，两次均下榻在仙岩饭店。

## 文物保护
2007年，仙岩饭店公布为第二批庐山风景名胜区文物保护单位。